# Uncicida galerasiana
Uncicida galerasiana är en fjärilsart som beskrevs av Józef Razowski 1988. Uncicida galerasiana ingår i släktet Uncicida och familjen vecklare. Inga underarter finns listade i Catalogue of Life.